# Roy Wood Sellars
Roy Wood Sellars, né le 9 juillet 1880 en Ontario – mort le 5 septembre 1973 à Ann Arbor, est un philosophe canadien partisan du réalisme critique et de l'humanisme religieux (en), et un adepte du naturalisme évolutionniste. Son fils est le philosophe Wilfrid Sellars. Il a enseigné à l'université du Michigan pendant la plus grande partie de sa carrière.
Dans son livre Reflections on American Philosophy From Within paru en 1967, Roy Sellars fait part de sa conception du matérialisme scientifique qu'il conçoit comme un matérialisme évolutionniste. Cet ouvrage fait suite à sa publication de 1922 : Evolutionary Naturalism.
Roy Sellars participe à la rédaction du manifeste humaniste en 1933 et signe également le manifeste humaniste II (en) en 1973.

## Études sur Sellars
- Norman Melchert: Realism, Materialism, and the Mind. The Philosophy of Roy Wood Sellars. Charles C. Thomas, Springfield,/Ill. 1968
- C. F. Delaney: Mind and Nature. A Study of the Naturalistic Philosophy of Cohen, Woodbridge and Sellars. University of Notre Dame Press, Notre Dame 1969
- William Preston Warren: Roy Wood Sellars. Twayne, Boston 1975

## Source de la traduction
- (en) Cet article est partiellement ou en totalité issu de l’article de Wikipédia en anglais intitulé « Roy Wood Sellars » (voir la liste des auteurs).